# Swoosie Kurtz

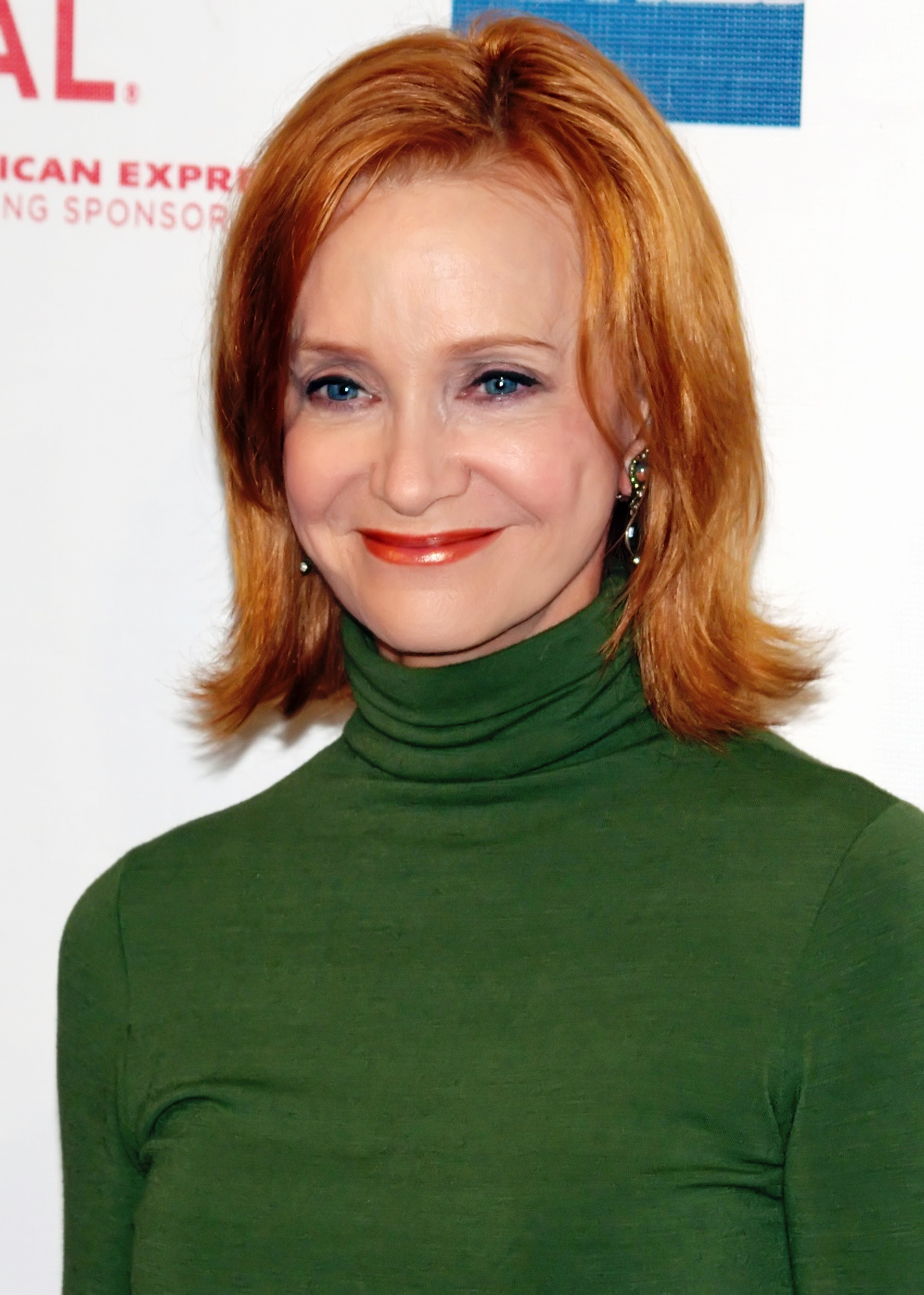
Swoosie Kurtz (2009)

Swoosie Kurtz (* 6. September 1944 in Omaha, Nebraska) ist eine US-amerikanische Schauspielerin.

## Leben
Swoosie Kurtz’ Mutter Margo war Schriftstellerin, ihr Vater Frank Kurtz ein erfolgreicher Wasserspringer und Oberst der United States Air Force. Ihren Vornamen erhielt sie nach dem von ihrem Vater auf den Philippinen im Pazifikkrieg geflogenen B-17-Bomber „Swoose Goose“. Kurtz studierte an der University of Southern California und an der London Academy of Music and Dramatic Art. Sie spielte in einigen Broadway-Theaterstücken, wofür sie unter anderem mit dem Tony Award ausgezeichnet wurde. Für ihre Rolle in der Fernsehserie Carol & Company (1990) wurde sie mit dem Emmy ausgezeichnet.
Kurtz spielte in zahlreichen Filmen wie Baja Oklahoma (1988), für diese Rolle wurde sie für den Golden Globe nominiert. Im Film Gefährliche Liebschaften (1988) spielte sie neben Glenn Close, John Malkovich und Michelle Pfeiffer, im Film Stanley & Iris (1990) neben Jane Fonda und Robert De Niro. In Eiskalte Engel (1999), einer modernen Adaption des Stoffs von Gefährliche Liebschaften, übernahm Kurtz die Rolle der Dr. Greenbaum, die ihrer Rolle der Madame de Volanges in Gefährliche Liebschaften entspricht. Von 2010 bis 2016 spielte sie die Rolle der Joyce Flynn in der Serie Mike & Molly.

## Filmografie (Auswahl)
- 1977: Schlappschuss (Slap Shot)
- 1984: Gegen jede Chance (Against All Odds)
- 1985: Die vielen Tode der Louise Jamison (Guilty Conscience)
- 1986: American Wildcats (Wildcats)
- 1988: Die grellen Lichter der Großstadt (Bright Lights, Big City)
- 1988: Liebe auf Texanisch (Baja Oklahoma)
- 1988: Gefährliche Liebschaften (Dangerous Liaisons)
- 1988: Ich bin Du (Vice Versa)
- 1990: Stanley & Iris
- 1991–1996: Ein Strauß Töchter (Sisters)
- 1993: … und das Leben geht weiter (And the Band Played On)
- 1994: Reality Bites – Voll das Leben (Reality Bites)
- 1994: Storybook
- 1994: Eine Weihnacht (One Christmas, Fernsehfilm)
- 1996: Baby Business (Citizen Ruth)
- 1997: Der Dummschwätzer (Liar Liar)
- 1997: Griff nach den Sternen (Little Girls in Pretty Boxes)
- 1998: Outside Ozona
- 1999: Eiskalte Engel (Cruel Intentions)
- 2000: Ruhet sanft! (Sleep Easy, Hutch Rimes)
- 2001: Ran an die Braut (Get Over It)
- 2001: Bubble Boy
- 2003: Der Appartement Schreck (Duplex)
- 2004: Lost (Fernsehserie, 1 Folge)
- 2005: Still Standing (Fernsehserie, 2 Folgen)
- 2005: Category 7 – Das Ende der Welt (Category 7: The End of the World)
- 2007–2009: Pushing Daisies (Fernsehserie, 22 Folgen)
- 2009: Law & Order: Special Victims Unit (Fernsehserie, Folge 10x20)
- 2009: An Englishman in New York
- 2009: Desperate Housewives (Fernsehserie, 1 Folge)
- 2010: Chuck (Fernsehserie, 1 Folge)
- 2010–2016: Mike & Molly (Fernsehserie, 127 Folgen)
- 2016–2018: Grace and Frankie (Netflixserie, 2 Folgen)
- 2017–2020: Man with a Plan (Fernsehserie, 25 Folgen)
- 2018: Lethal Weapon (Fernsehserie, Folgen 2x15–2x16)
- 2021–2023: Call Me Kat (Fernsehserie, 53 Folgen)
- seit 2021: Rugrats (Fernsehserie, Stimme)